# Rent (musical)
Rent és un musical rock amb música i lletres de Jonathan Larson, basat en l'òpera La bohème, de Giacomo Puccini. Narra la història d'un grup de joves pobres, artistes i músics intentant sobreviure i crear al Lower East Side de Nova York als florents dies del bohemi Alphabet City, sota l'ombra de la SIDA.
El musical va ser vist per primera vegada en una producció de 3 setmanes al New York Theatre Workshop el 1994. Aquest mateix teatre de l'off-Broadway novaiorquès va ser també on s'estrenà oficialment el musical, el 25 de gener de 1996. Jonathan Larson, el creador de l'espectacle, va morir repentinament la nit abans de l'estrena. Rent va guanyar el Premi Pulitzer de 1996 i la producció va ser un èxit. Rent es traslladà al Nederlander Theatre de Broadway, més gran, el 29 d'abril de 1996.
A Broadway, Rent va obtenir el clamor de la crítica, guanyant el Premi Tony al Millor Musical entre altres premis. Rent és responsable en una important mesura de l'augment de la popularitat del teatre musical entre les joves generacions. La producció de Broadway tancà el 7 de setembre del 2008, després de 12 anys d'estada i 5.124 funcions realitzades, ocupant la vuitena plaça a la llista dels espectacles de Broadway de més estada. La producció recaptà més de $ 280 milions.
L'èxit de Rent va fer que es representés en diverses gires pels Estats Units, així com en nombroses produccions internacionals. El 2005 va ser adaptada pel cinema, sent interpretada per diversos dels seus membres originals.

## Concepció i gènesi
El 1988, l'escriptor teatral Billy Aronson volia crear "un musical basat en La Bohème, de Puccini, en el qual, l'esplendor luxurós del món de Puccini fos substituït per l'aspresa i el soroll de la Nova York actual. El 1989 Jonathan Larson, un compositor de 29 anys, començà a col·laborar amb Aronson en el projecte, i ambdós compongueren conjuntament algunes cançons, incloent "Santa Fe", "Splatter" (posteriorment convertida en "Rent"), i "I Should Tell You". Larson suggerí situar l'obra al East Village, el barri d'avant-guarda artística de Manhattan, i també es decidí el títol definitiu de l'espectacle (una decisió que Aronson no compartia, almenys fins que Larson assenyalà que "rent" significa tant lloguer com divisió). El 1991, demanà a Aronson si podia usar el concepte original per fer "Rent" completament al seu gust. Larson tenia unes expectatives ambicioses per a "Rent", i el seu desig era escriure una òpera rock que portés al teatre musical la generació MTV. Aronson i Larson acordaren que si l'espectacle arribava a Broadway, Aronson també figuraria als títols de crèdit.
Jonathan Larson se centrà en la composició de "Rent" a inicis dels 90, mentre que feia de cambrer. Durant 7 anys, Larson va escriure centenars de cançons i va fer diversos canvis dràstic a l'espectacle, el qual estava format per 42 cançons en la seva forma final. A la tardor de 1992, Larson es dirigí a James Nicola, director artístic del New York Theatre Workshop, amb una cinta de casette i una còpia del guió de "Rent". Quan "Rent" va tenir la primera lectura escènica al New York Theatre Workshop al març de 1993, era evident que malgrat era un material molt prometedor, hi havia diversos problemes estructurals que necessitaven una solució, entre ells la seva extensió i un argument molt complex.
El 1994, la versió del New York Theatre Workshop tenia diverses cançons que no arribaren a la versió final, com "You'll Get Over It", predecessora de "Tango: Maureen,"; "Female to Female A & B," entre Maureen i Joanne; i "Real Estate", una peça on Benny intenta convèncer a Mark que es faci agent immobiliari i abandoni el cinema. Aquesta versió taller estava protagonitzada per Anthony Rapp com Mark i Daphne Rubin-Vega com Mimi. Larson continuà treballant en "Rent" gradualment, realitzant més produccions en tallers.
El 24 de ener de 1996, després del darrer assaig amb vestuari del musical abans de la seva estrena a l'off-Broadway, Larson va ser entrevistat pel crític musical Anthony Tommasini, del The New York Times, atret per la coincidència que "Rent" s'estrenaria exactament 100 anys després de l'estrena de l'òpera de Puccini. Larson, però, no viuria per veure l'èxit de "Rent": va morir a causa d'un aneurisma a l'aorta sense diagnosticar el matí del 25 de gener de 1996, hores després de la primera i única entrevista que va der. La primera prèvia de "Rent" va ser cancel·lada i, en canvi, els amics i família es trobaren al teatre on els actors van fer una lectura de "Rent" en memòria de Larson. L'espectacle s'estrenà com estava previst i ràpidament va adquirir una gran popularitat gràcies per unes crítiques entusiastes i per la mort recent del seu compositor. Demostrà un gran èxit durant la seva estada a l'off-Broadway, venent totes les 150 localitats del New York Theatre Workshop. A causa de la seva popularitat i la necessitat d'un teatre major, "Rent" es desplaçà cap al Nederlander Theatre de Broadway el 29 d'abril de 1996.

## Fonts i inspiració

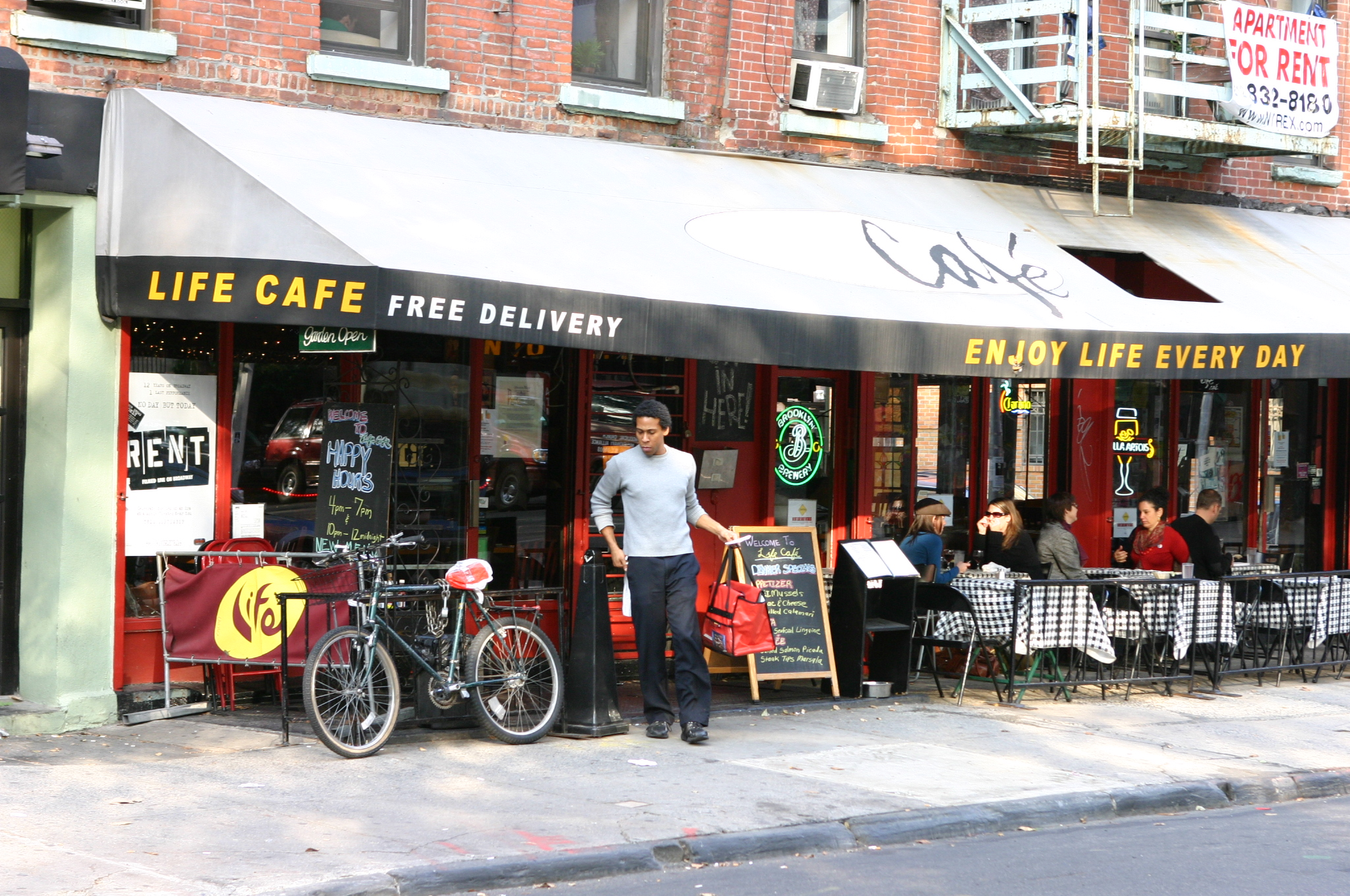
Life Café

### II Acte

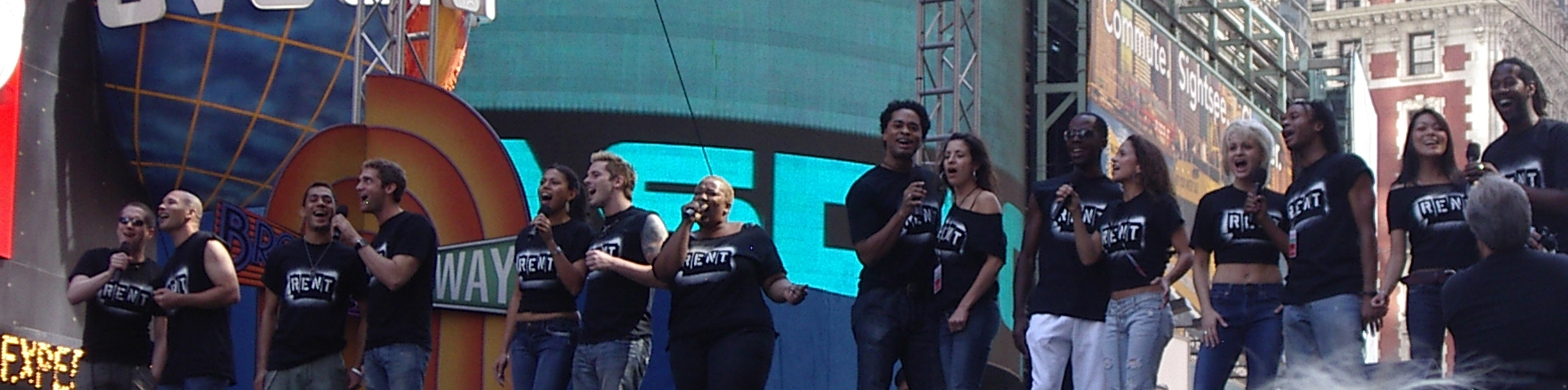
El repartiment de Rent interpretant "Seasons of Love" a Broadway, 2005

### Producció original a Broadway

El repartiment original de Rent a Broadway